# 阿纳托利·比丘科夫

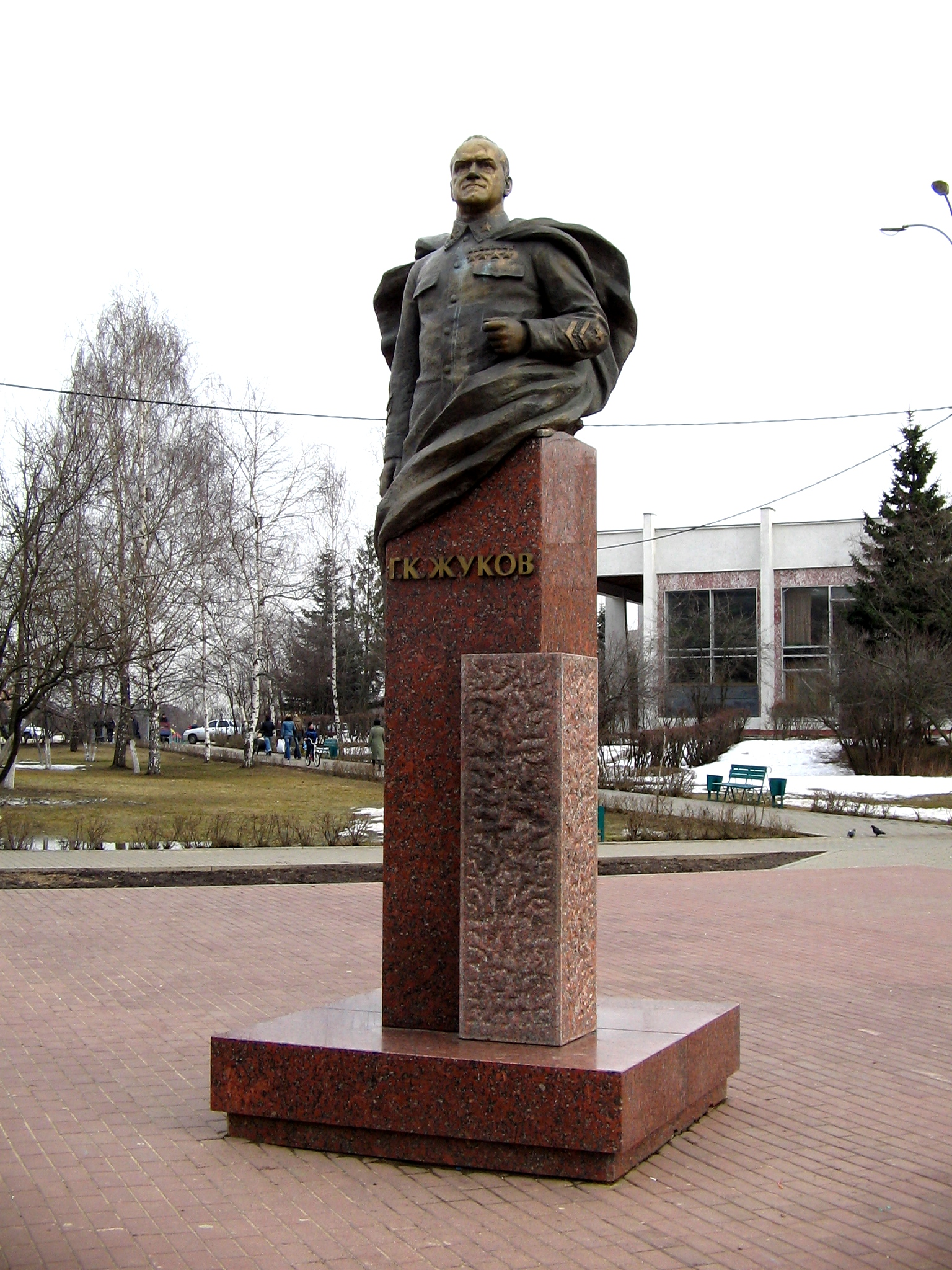
位于奧金佐沃的朱可夫纪念像

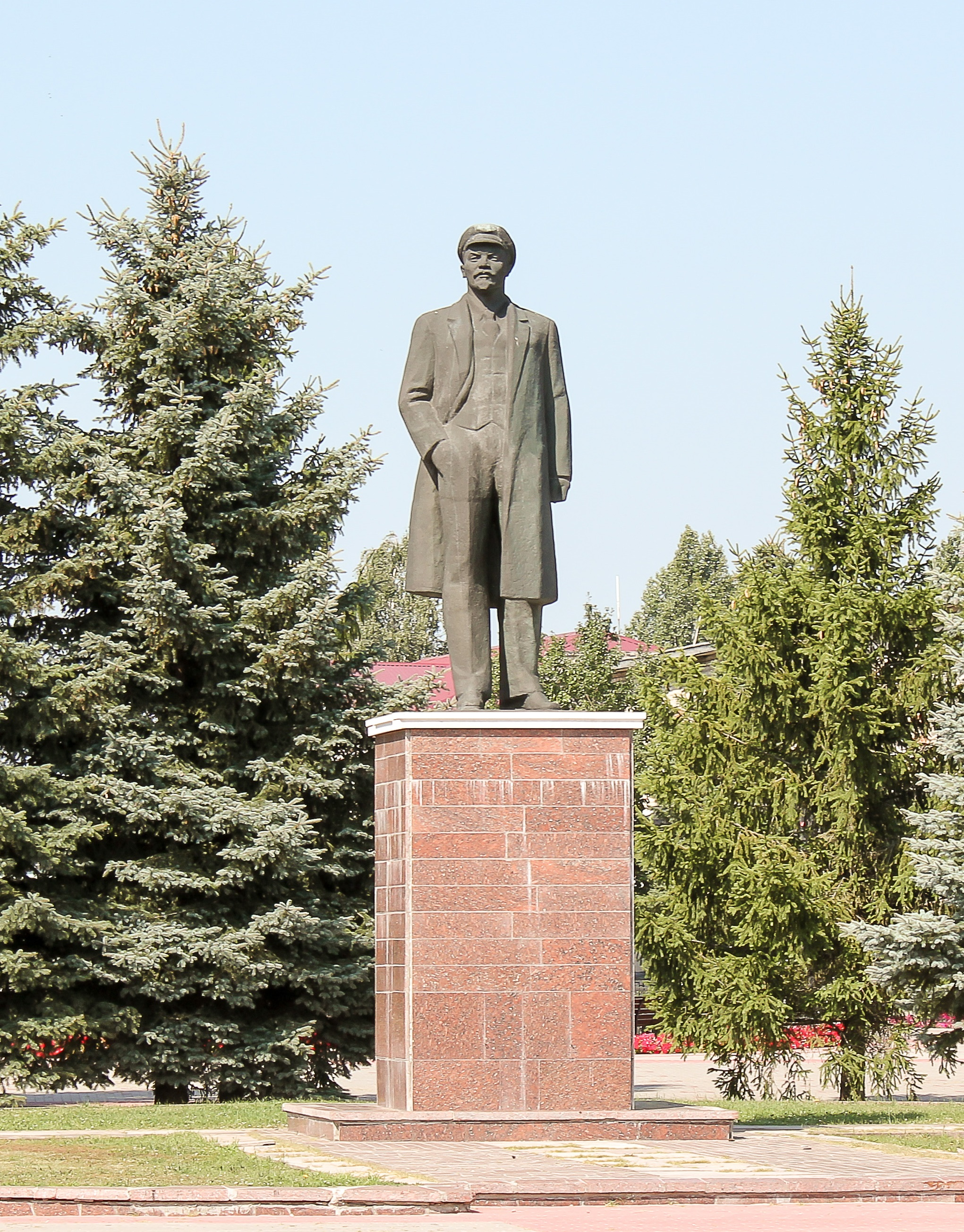
莫斯科列宁像

阿纳托利·安德烈耶维奇·比丘科夫（俄语：Анатолий Андреевич Бичуков，1934年5月24日—2020年2月19日），苏联及俄罗斯雕塑家，俄罗斯艺术科学院院士。

## 生平
1934年5月24日生于乌克兰苏维埃社会主义共和国斯大林诺。父亲从事矿业工作，1948年早逝。1951年从当地的美术学校毕业后赴莫斯科工作，从事浮雕装饰。1953年至1957年在军队服役。1957年任《苏维埃爱国者报》美术师。1958年至1960年任《文学生活》杂志平面设计师。1959年，进入莫斯科国立苏里科夫美术学院雕塑系，师从马特维·马尼泽尔，1964年毕业。
1960年代后，主要从事纪念碑和雕塑的创作。1967年加入苏联美术家联盟。1974年至2013年领导了俄罗斯内政部韦列夏金美术工作室。2001年当选俄罗斯艺术科学院雕塑学部院士。2001年至2011年担任国立苏里科夫美术学院院长。
2020年2月19日逝世，葬于特罗耶库罗夫公墓。

## 荣誉
- 二级祖国功勋奖章（1996年4月9日）[5]
- 俄罗斯联邦总统感谢信（1995年8月14日）
- 俄罗斯苏维埃联邦社会主义共和国人民画家（1980年）
- 俄罗斯苏维埃联邦社会主义共和国功勋画家（1977年）

## 作品
- 捷尔任斯基像（位于彼得羅夫卡街38号莫斯科内务总局大院；1991年8月20日被拆除，2005年11月8日重新竖立）[6]
- 俄罗斯大地捍卫者纪念碑（位于俯首山）
- 叶赛宁像（位于特维尔大道、瓦甘科沃公墓）
- 朱可夫纪念像（位于奧金佐沃）[7]